# Certified (Album)
Certified ist ein Jazzalbum von Herb Robertson. Die im Studio Sorcerer Sound in New York City entstandenen Aufnahmen erschienen 1991 auf JMT.

## Hintergrund
Certified war nach Transparency, The Little Trumpeter, Shades of Bud Powell und X-Cerpts: Live at Willisau das fünfte und letzte Album, das der Trompeter Herb Robertson für Stefan F. Winters Label JMT einspielte. Bei den ersten sechs Stücken waren der Bassposaunist David Taylor, der Holzbläser Mack Goldsbury, der Bassist Ed Schuller und der Schlagzeuger Phil Haynes beteiligt; die Schlussnummer The Condensed Version ist ein Vokalsolo Robertsons.

## Titelliste
- Herb Robertson: Certified (JMT 849-150-2)[1]

1. Friendly Fire 8:12
2. Cosmic Child 12:17
3. Don’t Be Afraid We’re Not Like the Others 14:33
4. Eastawesta 9:48
5. Seeking Seeds in the Blues Bazaar 17:32
6. Ghostsongs 7:44
7. The Condensed Version 3:03

Die Kompositionen stammen von Herb Robertson.

## Rezeption
Ron Wynn verlieh dem Album in Allmusic vier Sterne und schrieb, Herb Robertson würde sich von keinem Musiktrend ansteckenlassen, egal ob Hard Bop, Repertoire oder Fusion. Er gehöre zu einer Handvoll zeitgenössischer Musiker, die sich der einfachen Einteilung widersetzen und gleichzeitig nach ihrer eigenen Stimme und ihrem eigenen Klang streben. Die Ergebnisse können erfolgreich, irritierend, chaotisch oder ereignislos sein, aber sie seien niemals langweilig oder vorhersehbar.
Die Besetzung habe sich für „Certified“ erheblich geändert, schrieben Richard Cook und Brian Morton, die in ihrem The Penguin Guide to Jazz das Album mit dreieinhalb Sternen bewerteten. Goldsburys Einführung habe sich zwar nur langsam etabliert, aber hier würde sein Multiinstrumentalismus der Musik eine neue klangliche Raffinesse verleihen und es Robertson ermöglichen, sich auf neue Klangbereiche zu konzentrieren. Die Rhythmusgruppe verfüge zwar nicht über die Flexibilität und den Esprit der Horner-Baron-Partnerschaft [auf den Alben Transparency und X-Cerpts: Live at Willisau], aber Schuller und Haynes seien beide hochbegabte Spieler und würden sich tapfer in „Cosmic Child“ und „Seeking Seeds...“ hineinlegen, die beiden ambitioniertesten Stücke, die einen starken Puls brauchen, um zu verhindern, dass sie völlig zersplittern.